# Rhopalorhynchus mortenseni
Rhopalorhynchus mortenseni är en havsspindelart som beskrevs av Stock, J.H. 1958. Rhopalorhynchus mortenseni ingår i släktet Rhopalorhynchus och familjen Colossendeidae. Inga underarter finns listade i Catalogue of Life.